# Транспорт Ліберії
Транспорт Ліберії представлений автомобільним , залізничним , повітряним , водним (морським і річковим)  і трубопровідним , у населених пунктах  та у міжміському сполученні діє громадський транспорт пасажирських перевезень. Площа країни дорівнює 111 369 км² (104-те місце у світі). Форма території країни — компактна, видовжена з північного заходу на південний схід; максимальна дистанція з півночі на південь — 340 км, зі сходу на захід — 370 км. Географічне положення Ліберії дозволяє морські транспортні шляхи між Америкою, Європою та Азією з Австралією; сухопутне сполучення між країнами Західної Африки.

## Автомобільний
Загальна довжина автошляхів у Ліберії, станом на 2000 рік, дорівнює 10 600 км, з яких 657 км із твердим покриттям і 9 943 км без нього (134-те місце у світі).

## Залізничний
Загальна довжина залізничних колій країни, станом на 2008 рік, становила 429 км (119-те місце у світі), з яких 345 км стандартної 1435-мм колії, 84 км вузької 1067-мм колії. Більшість ділянок залізниці в країні було виведено з ладу під час громадянських конфліктів й переворотів 1980-х і 2003 років; частково рух відновлено.

## Повітряний
У країні, станом на 2013 рік, діє 29 аеропортів (117-те місце у світі), з них 2 із твердим покриттям злітно-посадкових смуг і 27 із ґрунтовим. Аеропорти країни за довжиною злітно-посадкових смуг розподіляються так (у дужках окремо кількість без твердого покриття):
- довші за 10 тис. футів (>3047 м) — 1 (0);
- від 8 тис. до 5 тис. футів (2437—1524 м) — 1 (5);
- від 5 тис. до 3 тис. футів (1523—914 м) — 0 (8);
- коротші за 3 тис. футів (<914 м) — 0 (14)[1].

Ліберія є членом Міжнародної організації цивільної авіації (ICAO). Згідно зі статтею 20 Чиказької конвенції про міжнародну цивільну авіацію 1944 року, Міжнародна організація цивільної авіації для повітряних суден країни, станом на 2016 рік, закріпила реєстраційний префікс — A8, заснований на радіопозивних, виділених Міжнародним союзом електрозв'язку (ITU). Аеропорти Ліберії мають літерний код ІКАО, що починається з — GL.

## Водний

### Морський
Головні морські порти країни: Б'юкенен, Монровія.
Морський торговий флот країни, станом на 2010 рік, складався з 2559 морських суден з тоннажем понад 1 тис. реєстрових тонн (GRT) кожне (2-ге місце у світі), з яких: ліхтеровозів — 5, балкерів — 662, суховантажів — 143, інших вантажних суден — 2, танкерів для хімічної продукції — 248, нафторудовозів — 8, контейнеровозів — 937, газовозів — 92, пасажирських суден — 2, вантажно-пасажирських суден — 2, нафтових танкерів — 526, рефрижераторів — 102, ролкерів — 5, спеціалізованих танкерів — 10, автовозів — 27.
Станом на 2010 рік, кількість морських торгових суден, що ходять під прапором країни, але є власністю інших держав — 2559 (Анголи — 1, Аргентини — 1, Австралії — 1, Бельгії — 1, Бермудських Островів — 4, Бразилії — 20, Канади — 2, Чилі — 9, Китайської Народної Республіки — 4, Хорватії — 1, Кіпру — 9, Данії — 8, Єгипту — 3, Німеччини — 1185, Гібралтару — 5, Греції — 505, Гонконгу — 48, Індії — 8, Індонезії — 4, Ізраїлю — 34, Італії — 47, Японії — 110, Латвії — 5, Лівану — 1, Монако — 8, Нідерландів — 31, Нігерії — 4, Норвегії — 38, Польщі — 13, Катару — 5, Румунії — 3, Російської Федерації — 109, Саудівської Аравії — 20, Сінгапуру — 22, Словенії — 7, Південної Кореї — 2, Швеції — 12, Швейцарії — 25, Сирії — 1, Тайваню — 94, Туреччини — 16, Об'єднаних Арабських Еміратів — 37, Великої Британії — 32, України — 10, Уругваю — 1, Сполучених Штатів Америки — 53).

## Трубопровідний
Загальна довжина нафтогонів в Ліберії, станом на 2013 рік, становила 4 км.

## Державне управління
Держава здійснює управління транспортною інфраструктурою країни через міністерство транспорту. Станом на 15 січня 2015 року міністерство в уряді Еллен Джонсон-Серліфи очолював Торнолах Варпілах.

### Українською
- Атлас. 10-11 клас. Економічна і соціальна географія світу / упорядники :  О. Я. Скуратович, Н. І. Чанцева. — К. : ДНВП «Картографія», 2010. — ISBN 978-966-475-639-3.
- Атлас світу / голов. ред. І. С. Руденко ; зав. ред. В. В. Радченко ; відп. ред. О. В. Вакуленко. — К. : ДНВП «Картографія», 2005. — 336 с. — ISBN 9666315467.
- Безуглий В. В. Економічна і соціальна географія зарубіжних країн : Навчальний посібник. — К. : ВЦ «Академія», 2007. — 704 с. — ISBN 978-966-580-239-6.
- Безуглий В. В., Козинець С. В. Регіональна економічна і соціальна географія світу : Навчальний посібник. — видання 2-ге, доп., перероб. — К. : ВЦ «Академія», 2007. — 688 с. — ISBN 966-580-144-9.
- Головченко В., Кравчук О. Країнознавство: Азія, Африка, Латинська Америка, Австралія і Океанія. — К., 2006. — 335 с. — ISBN 966-8939-04-2.
- Дахно І. І. Країни світу: Енциклопедичний довідник / І. І. Дахно, С. М. Тимофієв. — К. : Мапа, 2011. — 606 с. — (Бібліотека нового українця) — ISBN 978-966-8804-23-6.
- Дахно І. І. Економічна географія зарубіжних країн : навчальний посібник. — К. : Центр учбової літератури, 2014. — 319 с. — ISBN 978-611-01-0682-5.
- Дорошенко В. І. Географія транспорту : Навчальний посібник / В. І. Дорошенко, К. Д. Діденко. — К. : Київський нац. ун-т ім. Т. Шевченка, 2010. — 183 с. — ISBN 978-966-439-329-1.
- Дубович І. А. Країнознавчий словник-довідник. — 5-те вид., перероб. і доп. — К. : Знання, 2008. — 839 с. — ISBN 978-966-346-330-8.
- Економічна і соціальна географія країн світу : Навчальний посібник / За ред. С. П. Кузика. — Л. : Світ, 2002. — 672 с. — ISBN 966-603-178-7.
- Зарубіжна транспортна географія : навчальний посібник / уклад. : Петрашевський О. Л. и др. — К. : Національний транспортний університет, 2015. — 95 с. — ISBN 978-966-632-227-5.
- Книш М. М., Мамчур О. І. Регіональна економічна і соціальна географія світу (Латинська Америка та Карибські країни, Африка, Азія, Океанія) : навч. посіб. — Л. : ЛНУ ім. Івана Франка, 2013. — 368 с. — ISBN 978-617-10-0007-0.
- Юрківський В. М. Регіональна економічна і соціальна географія. Зарубіжні країни : Підручник. — К. : Либідь, 2001. — 416 с. — ISBN 966-06-0092-5.

### Англійською
- (англ.) Modern Transport Geography / Hoyle, B. and R. Knowles (eds). — Second Edition,. — London : Wiley, 1998.
- (англ.) Rodrigue, J-P. The Geography of Transport Systems. — Fourth Edition. — N. Y. : Routledge, 2017. — 440 с. — ISBN 978-1138669574.
- (англ.) Taaffe E. J., Gauthier H. L. and O'Kelly M. E. Geography of transportation. — Second Edition. — N. Y. : Prentice Hall, 1996. — ISBN 0-13-368572-1.
- (англ.) Black, W. Transportation: A Geographical Analysis. — N. Y. : Guilford, 2003.

### Російською
- (рос.) Либерия // Африка: энциклопедический справочник [в 2-х тт.] / гл. ред. А. А. Громыко. — М. : Советская энциклопедия, 1986. — Т. 2. — С. 55.
- (рос.) Максаковский В. П. Географическая картина мира. Книга I: Общая характеристика мира. — М. : Дрофа, 2008. — 495 с. — ISBN 978-5-358-05275-8.
- (рос.) Максаковский В. П. Географическая картина мира. Книга II: Региональная характеристика мира. — М. : Дрофа, 2009. — 480 с. — ISBN 978-5-358-06280-1.
- (рос.) Страны Африки. Политико-экономический справочник / ред. В. Солодовников, В. Румянцев. — М. : Издательство политической литературы, 1969. — 318 с.
- (рос.) Физико-географический атлас мира. — М. : Академия наук СССР и главное управление геодезии и картографии ГГК СССР, 1964. — 298 с.
- (рос.) Шаповал Н. С. Транспортная география и транспортные системы мира : учебное пособие. — К. : Центр учбової літератури, 2006. — 188 с. — ISBN 000-0000-00-4.
- (рос.) Экономическая, социальная и политическая география мира. Регионы и страны / под ред. С. Б. Лаврова, Н. В. Каледина. — М. : Гардарики, 2002. — 928 с. — ISBN 5-8297-0039-5.
- (рос.) Энциклопедия стран мира / глав. ред. Н. А. Симония. — М. : НПО «Экономика» РАН, отделение общественных наук, 2004. — 1319 с. — ISBN 5-282-02318-0.